# Peter Cushing
Peter Wilton Cushing (Kenley, Londres, 26 de mayo de 1913 - Canterbury, Kent, 11 de agosto de 1994) fue un actor británico de cine, teatro y televisión. Es recordado por interpretar múltiples personajes en las películas de terror para la productora británica Hammer Films (Dr. Frankenstein, Profesor Van Helsing, Sherlock Holmes) así como al personaje de Wilhuff Tarkin en la película Star Wars: Episodio IV - Una nueva esperanza, o el protagonista del telefilme 1984, con el que empezó a hacerse conocido en la actuación.

## Biografía
Él y su hermano mayor, David, se criaron en Dulwich Village, un suburbio del sur de Londres, y más tarde volvieron a Surrey con su madre, Nellie Marie, y su padre, George Edward Cushing, que era agrimensor.
A edad temprana, Cushing fue atraído por la actuación, inspirado por su tía favorita, que era una actriz de la época. Mientras, en la escuela, un joven Cushing seguía interesado en la actuación y el dibujo, un talento al que él dio buen uso más tarde en su primer trabajo como un ayudante de agrimensor del gobierno en Surrey. En este periodo, Peter se metió también en el teatro local como aficionado, hasta que se mudó a Londres aprovechando una beca para la escuela municipal de música y drama. Trabajó en el teatro de la época, decidiendo en 1939 dirigirse a Hollywood, donde hizo su interpretación en la película  El hombre de la máscara de hierro (1939). Otras películas de Hollywood en que participó fueron A Chump at Oxford (1939), con Stan Laurel y Oliver Hardy; Vigil in the Night (1940), y They Dare Not Love (1941). Sin embargo, después de una corta estancia, Cushing volvió a Inglaterra.
Más tarde apareció en Nueva York haciendo interpretaciones en Broadway y luego en Canadá. En apoyo a su patria, contribuyó al esfuerzo de la guerra durante la Segunda Guerra Mundial uniéndose a la Asociación de Servicios Militares de Entretenimiento.
Después de la guerra, Cushing tuvo su gran aparición con sir Laurence Olivier en la película Hamlet (1948), en la cual el futuro compañero de Cushing, Christopher Lee, tuvo un pequeño papel. Ambos actores también aparecieron en Moulin Rouge (1952), pero no coincidieron de nuevo hasta que filmaron sus últimas películas de terror. Durante la década de 1950 Cushing llegó a ser una cara familiar en la televisión inglesa, apareciendo en numerosas películas para este medio, como Beau Brummell y La criatura, hasta que a finales de la década comenzó su trabajo con la asociación legendaria Hammer Productions en sus nuevas versiones del terror clásico de 1930. Su trabajo en la productora está íntimamente relacionado con el del director Terence Fisher, realizando papeles relevantes en muchas de sus películas, como La maldición de Frankenstein (1957), Drácula (1958), The Hound of the Baskervilles (1959) y La momia (1959). Como curiosidad queda el hecho de haber interpretado dos veces al detective Sherlock Holmes en The Hound of The Baskervilles, la primera en 1959 y la segunda en 1968.
Cushing siguió interpretando los papeles del doctor Frankenstein y del doctor Van Helsing, así como también otros personajes de terror, en películas de la Hammer durante los siguientes veinte años. Apareció también en muchas películas para la otra gran productora de cine de terror de la época, la Amicus Productions, incluyendo Dr. Terror (1965) y sus antologías posteriores de terror, un par de películas de Dr. Who (1965, 1966), I, Monster (1971), y otras. A mediados de la década de 1970, estas compañías habían parado la producción, pero Cushing, firmemente establecido como una estrella del terror, continuó con el género en varias ocasiones.

### Star Wars
En 1976 es convocado para la película Star Wars, donde apareció como uno de los personajes más reconocidos, el Gran Moff Tarkin, a pesar de haber sido originalmente considerado para el papel de Obi-Wan Kenobi. Cushing aceptó el papel por una sencilla cuestión: «Mi criterio para la aceptación de un papel no se basa en lo que me gustaría hacer. Trato de tener en cuenta lo que al público le gustaría verme hacer y yo pensaba en los niños que adorarían Star Wars».
Durante la producción, Cushing fue presentado con botas de montar que no le calzaban bien, y le pellizcaban los pies tanto que George Lucas le dio permiso para desempeñar el papel usando zapatillas. Los operadores de cámara lo filmaron por encima de las rodillas o de pie detrás de la mesa de la sala de conferencias.
Para Star Wars: Episodio III - La venganza de los Sith, de 2005, Lucas quería a Cushing, ya difunto, para repetir su papel de Tarkin mediante el uso de imágenes de archivo y de la tecnología digital, pero las técnicas de edición no estaban al nivel y finalmente esto se hizo imposible. Además, la escena en cuestión requería una apariencia de cuerpo entero de Tarkin, pero como Cushing había grabado sus escenas con zapatillas en lugar de botas no había ninguna disponible. Finalmente, el actor australiano Wayne Pygram tomó el papel. Pygram fue elegido porque se consideró que se parecía mucho a Cushing. 
Para la película de 2016 Rogue One: una historia de Star Wars, el actor inglés Guy Henry interpretó al Gran Moff Tarkin, y luego en posproducción reemplazaron digitalmente su cara por la de Cushing.

### Televisión
Cushing también fue un actor de extensa carrera en la televisión desde los inicios de la misma. Protagonizó el telefilme 1984 y fue invitado en decenas de series, como Pride and Prejudice (1952), Epitaph for a Spy (1953), BBC Sunday-Night Theatre, ITV Television Playhouse, Los vengadores, Great Mysteries, Space: 1999, Los nuevos vengadores y Hammer House of Horror, entre otras.
También interpretó a Sherlock Holmes en dieciséis episodios de la serie del mismo nombre, repitiendo el papel en la película Sherlock Holmes and the Masks of Death (1984), con John Mills en el papel del Dr. John Watson.
Su último trabajo fue como conarrador en Sangre y muerte: El legado del terror de Hammer, producido por el escritor y director estadounidense Ted Newsom.

### Últimos años y fallecimiento
En 1989 fue nombrado Oficial de la Orden del Imperio británico en reconocimiento por sus contribuciones a la profesión actoral en el Reino Unido y en el ámbito internacional.
Cushing falleció de cáncer el 11 de agosto de 1994 en Canterbury, Inglaterra, a los 81 años.

## Filmografía
- 1939: The Man in the Iron Mask
- 1940: Laddie
- 1941: They Dare Not Love
- 1948: Hamlet
- 1952: Moulin Rouge
- 1954: 1984
- 1954: The Black Knight
- 1955: Magic Fire
- 1956: Alexander the Great
- 1957: Time Without Pity
- 1957: La maldición de Frankenstein
- 1957: The Abominable Snowman
- 1958: Violent Playground
- 1958: Drácula
- 1958: La revancha de Frankenstein
- 1959: The Hound of the Baskervilles
- 1959: La momia
- 1960: The Flesh and the Fiends
- 1960: The Brides of Dracula
- 1960: Sword of Sherwood Forest
- 1961: Cash on Demand
- 1961: Fury at Smugglers' Bay
- 1962: Night Creatures'
- 1963: The Man Who Finally Died
- 1964: The Evil of Frankenstein
- 1964: The Gorgon
- 1965: Dr. Terror's House of Horrors
- 1965: The Skull
- 1965: Dr. Who y los Daleks
- 1965: La diosa de fuego
- 1966: Island of Terror
- 1966: Daleks - Invasion Earth 2150 A.D.
- 1967: Frankenstein Created Woman
- 1967: Island of the Burning Damned
- 1967: Some May Live
- 1967: Torture Garden
- 1968: The Blood Beast Terror
- 1968: The Hound of The Baskervilles
- 1968: Corruption
- 1969: Frankenstein Must Be Destroyed
- 1970: Scream and Scream Again
- 1970: Incense for the Damned
- 1970: The Vampire Lovers
- 1971: The House That Dripped Blood
- 1971: Twins of Evil
- 1971: I, Monster
- 1972: Tales from the Crypt
- 1972: Drácula AD 1972
- 1972: Fear in the Night
- 1972: Asylum
- 1972: Dr. Phibes Rises Again
- 1972: Pánico en el Transiberiano
- 1973: And Now the Screaming Starts!
- 1973: From Beyond the Grave
- 1973: Nothing But the Night
- 1973: The Creeping Flesh
- 1973: The Satanic Rites of Dracula
- 1974: The Beast Must Die
- 1974: Madhouse
- 1974: Frankenstein and the Monster from Hell
- 1974: Shatter
- 1974: The Legend of the 7 Golden Vampires
- 1975: Legend of the Werewolf
- 1975: The Ghoul
- 1976: Land of the Minotaur
- 1977: Star Wars: Episodio IV - Una nueva esperanza
- 1977: The Uncanny
- 1979: A Touch of the Sun
- 1981: Misterio en la isla de los monstruos
- 1981: Black Jack
- 1983: House of the Long Shadows
- 1984: Top Secret!
- 1984: Sword of the Valiant: The Legend of Sir Gawain and the Green Knight
- 1984: Sherlock Holmes and the Masks of Death
- 1986: Biggles: Adventures in Time
- 1994: Sangre y muerte: El legado del terror de Hammer
- 2016: Rogue One: una historia de Star Wars (póstuma, realizada con CGI)